# Francesca e Nunziata
Francesca e Nunziata è un romanzo di Maria Orsini Natale, pubblicato nel 1995 e ambientato a Torre Annunziata.
Il libro, tradotto in diverse lingue e vincitore di alcuni premi minori, fu inizialmente selezionato per concorrere al Premio Strega del 1995, ma non rientrò tra i cinque finalisti; Lina Wertmüller ne trasse nel 2001 il film televisivo omonimo, con protagoniste Sophia Loren e Claudia Gerini.

## Trama
Ambientato alla falde del Vesuvio, a Torre Annunziata, vi si racconta la storia di una famiglia di pastai attraverso l'Ottocento fino al 1940. Su tutti spicca la personalità delle due protagoniste femminili: Francesca e la figlia adottiva Nunziata.
Le vicende politiche che sconvolgono il Mezzogiorno d'Italia si intrecciano con la laboriosa vita dei protagonisti, umili artigiani che nell'arco di un secolo realizzano un piccolo miracolo imprenditoriale, grazie alla loro capacità di eccellere in quella che fu poi chiamata l'arte bianca.

## Edizioni
- Francesca e Nunziata, Milano, Anabasi, gennaio 1995, ISBN 978-88-417-1032-6.
- Francesca e Nunziata, Collana I tornesi n.1, Cava de' Tirreni, Avagliano, dicembre 1996 - VI ed., settembre 2000, ISBN 978-88-860-8157-3. - edizione riveduta con Note dell'Autrice, Avagliano, 2001-2011, ISBN 978-88-830-9340-1.
- Francesca e Nunziata, Collana La memoria n.1306, Palermo, Sellerio, giugno 2024, ISBN 978-88-389-4685-1.